# Manneberg (Bad Grönenbach)
Manneberg ist eine Einöde des Kneippheilbades Bad Grönenbach im Landkreis Unterallgäu in Bayern.

## Geografie

### Topographie
Die Einöde liegt in Oberschwaben in der Region Donau-Iller, etwa drei Kilometer südwestlich von Bad Grönenbach, auf einer Höhe von 770 m ü. NN. An Manneberg grenzt im Westen der Weiler Au und im Osten der Weiler Greit. Unmittelbar südlich von Manneberg verläuft die Landkreisgrenze zwischen Unterallgäu und Oberallgäu.

### Geologie
Der Untergrund von Manneberg wurde in der Rißeiszeit gebildet und besteht aus einer Altmoräne mit Endmoränenzügen. Der Grund besteht in diesem Bereich aus Kies und Sand, sowie zum Teil aus einem Konglomerat.

## Geschichte
Die Einöde entstand im Jahr 1732.